# Isaia da Pisa
Isaia da Pisa (Pisa, ... – ...; fl. XV secolo) è stato uno scultore italiano.
Nato a Pisa, fu uno scultore specializzato nella produzione di bassorilievi, attivo tra il 1447 e il 1464.
Egli lavorò soprattutto nelle città di Roma e di Napoli, dove oggi si possono ammirare molte delle sue opere.

## Opere principali

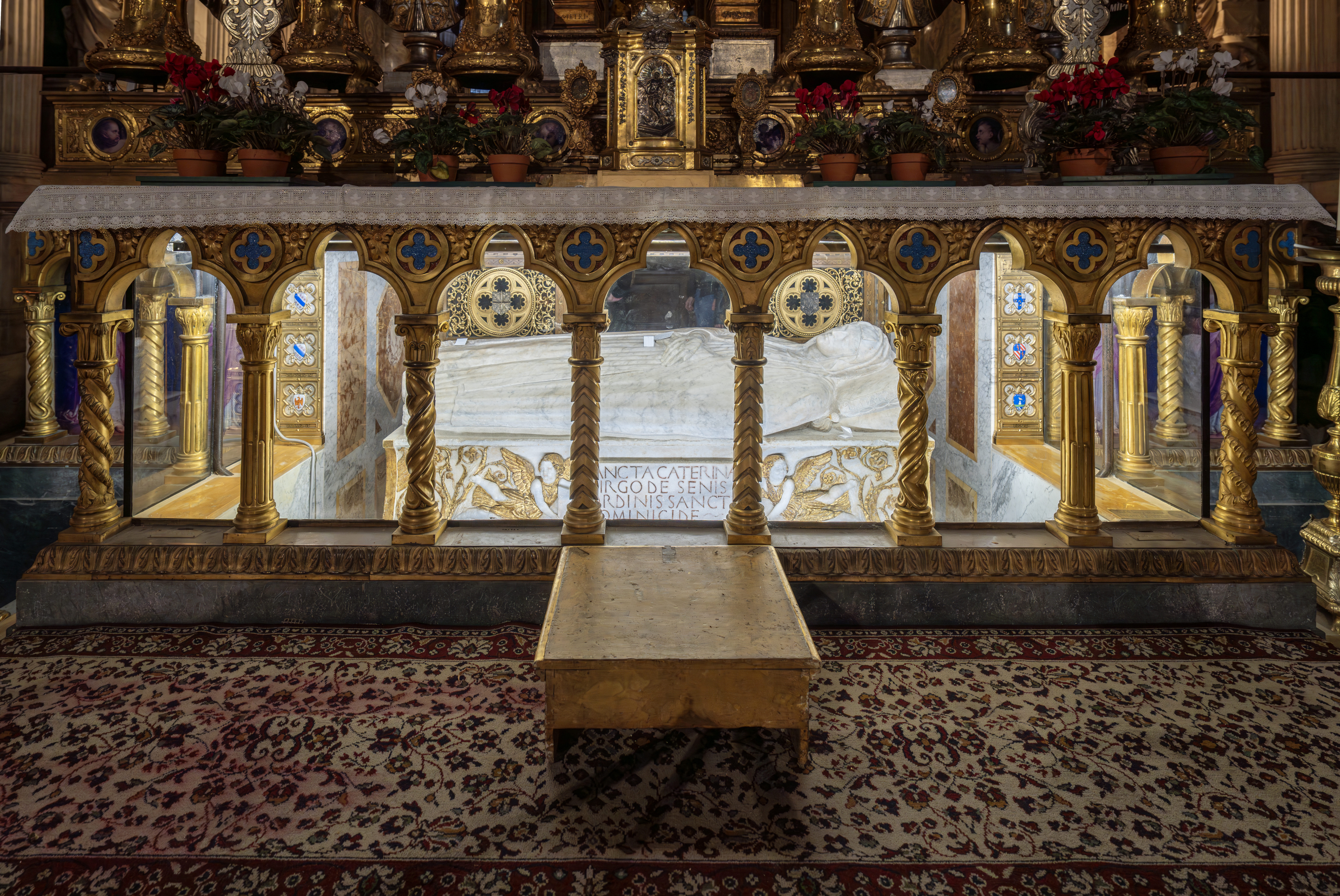
Sarcofago di Santa Caterina da Siena, Santa Maria sopra Minerva, Roma

- Sepolcro di Papa Eugenio IV - Chiesa di San Salvatore in Lauro, 1455, Roma
- Angeli reggicandelabro - Basilica di Santa Sabina all’Aventino, Roma
- Altare eucaristico del Cardinal d’Estouteville - Basilica di Santa Maria Maggiore, Roma
- Sarcofago di Santa Caterina da Siena - Basilica di Santa Maria sopra Minerva, Roma
- Madonna - Grotte vaticane
- Fonte battesimale nella Chiesa Collegiata di Santa Maria Maddalena - Gradoli
- Bassorilievi sull'Arco trionfale del Castel Nuovo - Napoli
- Bassorilievo di San Marco Evangelista - Portale della Basilica di San Marco, Roma
- "Prudenza" - Basilica di San Giovanni in Laterano, Roma
- Sepolcro del Cardinale Martino Antonio  Chaves - Basilica di San Giovanni in Laterano, Roma